# Jule Styne
Jule Styne (31 de dezembro de 1905 — 20 de setembro de 1994) foi um Inglês-americano compositor e compositor mais conhecido por uma série de musicais Broadway, incluindo vários shows famosos frequentemente revividas, que também se tornaram filmes de sucesso: Gypsy, Gentlemen Prefer Blondes, e Funny Girl.

## Canções
Uma seleção das muitas canções que Styne escreveu:
- "The Christmas Waltz"
- "Conchita Marquita Lolita Pepita Rosita Juanita Lopez"
- "Don't Rain on My Parade" (de Funny Girl)
- "Diamonds Are a Girl's Best Friend" (de Gentlemen Prefer Blondes)
- "Everything's Coming Up Roses" (de Gypsy)
- "Every Street's a Boulevard in Old New York" (de Hazel Flagg)
- "Fiddle Dee Dee"
- "Guess I'll Hang My Tears Out to Dry"
- "How Do You Speak to an Angel"
- "I Don't Want to Walk Without You"
- "I Fall in Love Too Easily" (de Anchors Aweigh)
- "I Still Get Jealous" (High Button Shoes)
- "I'll Walk Alone"
- "It's Been a Long, Long Time"
- "It's Magic" (de Romance on the High Seas)
- "It's You or No One"
- "I've Heard That Song Before"[3]
- "Just in Time" (de Bells Are Ringing)
- "Let Me Entertain You" (de Gypsy)
- "Let It Snow! Let It Snow! Let It Snow!"
- "Long Before I Knew You"
- "Make Someone Happy" (de Do Re Mi)
- "Money Burns a Hole in My Pocket" (de Living It Up)
- "Neverland"
- "Papa, Wont You Dance with Me?"
- "The Party's Over" (de Bells Are Ringing)
- "People" (de Funny Girl)
- "Pico and Sepulveda"
- "Saturday Night (Is the Loneliest Night of the Week)" cantada por Frank Sinatra
- "Small World", from Gypsy, que se tornou um hit moderado quando cantada por Johnny Mathis em 1959
- "Sunday" com Ned Miller
- "The Things We Did Last Summer"
- "Time After Time" (de It Happened in Brooklyn)
- "Three Coins in the Fountain", canção ganhadora do Oscar do filme de mesmo nome
- "Together (Wherever We Go)" (de Gypsy)
- "Winter Was Warm" (de Mr. Magoo's Christmas Carol)

### Créditos
- Ice Capades of 1943 (1942) - Styne contribuiu com uma canção
- Glad to See You! (1944)
- High Button Shoes (1947)
- Gentlemen Prefer Blondes (1949)
- Michael Todd's Peep Show (1950) - Styne contribuiu com 2 números
- Two on the Aisle (1951)
- Hazel Flagg (1953)
- Peter Pan (1954)
- My Sister Eileen (1955)
- Bells Are Ringing (1956)
- Say, Darling (1958)
- A Party with Betty Comden and Adolph Green (1958)
- First Impressions (1959)
- Gypsy (1959)
- Do Re Mi (1960)
- Subways Are for Sleeping (1961)
- Mr. Magoo's Christmas Carol (1962)
- Arturo Ui (1963) - Styne contribuiu com música incidental para peça de Bertolt Brecht
- Funny Girl (1964)
- Wonderworld (1964) - letra do filho de Styne, Stanley
- Fade Out – Fade In (1964)
- Something More! (1964)
- The Dangerous Christmas of Red Riding Hood (1965)
- Hallelujah, Baby! (1967)
- Darling of the Day (1968)
- Look to the Lilies (1970)
- The Night the Animals Talked (1970)
- Prettybelle (1971)
- Sugar (1972) (revisado como Some Like It Hot: The Musical para uma turnê nacional nos EUA de 2002-03 estrelando Tony Curtis como Osgood Fielding, Jr.)[4]
- Lorelei (1974) - essencialmente uma sequência / revival de Gentlemen Prefer Blondes
- Hellzapoppin'! (1976)
- Side by Side by Sondheim (1976)
- Bar Mitzvah Boy (1978)
- One Night Stand (1980)
- Pieces of Eight (1985)
- The Red Shoes (1993)